# Бет Арамај
Бет Арамај (у значењу “земља Арамејаца”) у арапским изворима позната и као Бет ел Набат, била је регионално и административно седиште Сасанидске провинције Асуристан у данашњем Ираку на подручју између планине Харин и сасанидске провинције Мешан.
Потврђено је да су овом регијом управљали марзбани (Генералне граничне покрајине, маркгрофовије) под краљем Шапуром II (в. 309-379), Издигердом I (в. 399-421), Перозом I (в. 459-484), током 485, 496 и пре 525 године. Мобад (заратустријански свештеник одређеног ранга) такође потврђује да је био на овом просторуза време Хозроја I (в. 531-79), у исто време када је Мар Аба I био патријарх Цркве Истока (Древне источне цркве) (540-552). Међутим, ова област је касније била укинута као административно седиште током реформи Хозроја I. Године 636/7, Бет Арамеј су заузели Арапи.